# Pityopsis
 Pityopsis  Nutt., 1840 è un genere di piante angiosperme dicotiledoni della famiglia delle Asteraceae, sottofamiglia Asteroideae, tribù Astereae (North American lineage) e sottotribù Chrysopsidinae.

## Etimologia
Il nome del genere deriva da due parole greche "pitys" ( = pino) e "opsis" (= aspetto o somiglianza) e fa riferimento alle foglie aghiformi della specie P. pinifolia simili a quelle dei pini.
Il nome scientifico del genere è stato definito dal botanico Thomas Nuttall (1786-1859) nella pubblicazione " Transactions of the American Philosophical Society Held at Philadelphia for Promoting useful Knowledge. Philadelphia" (Trans. Amer. Philos. Soc. ser. 2. 7: 317) del 1840.

## Descrizione

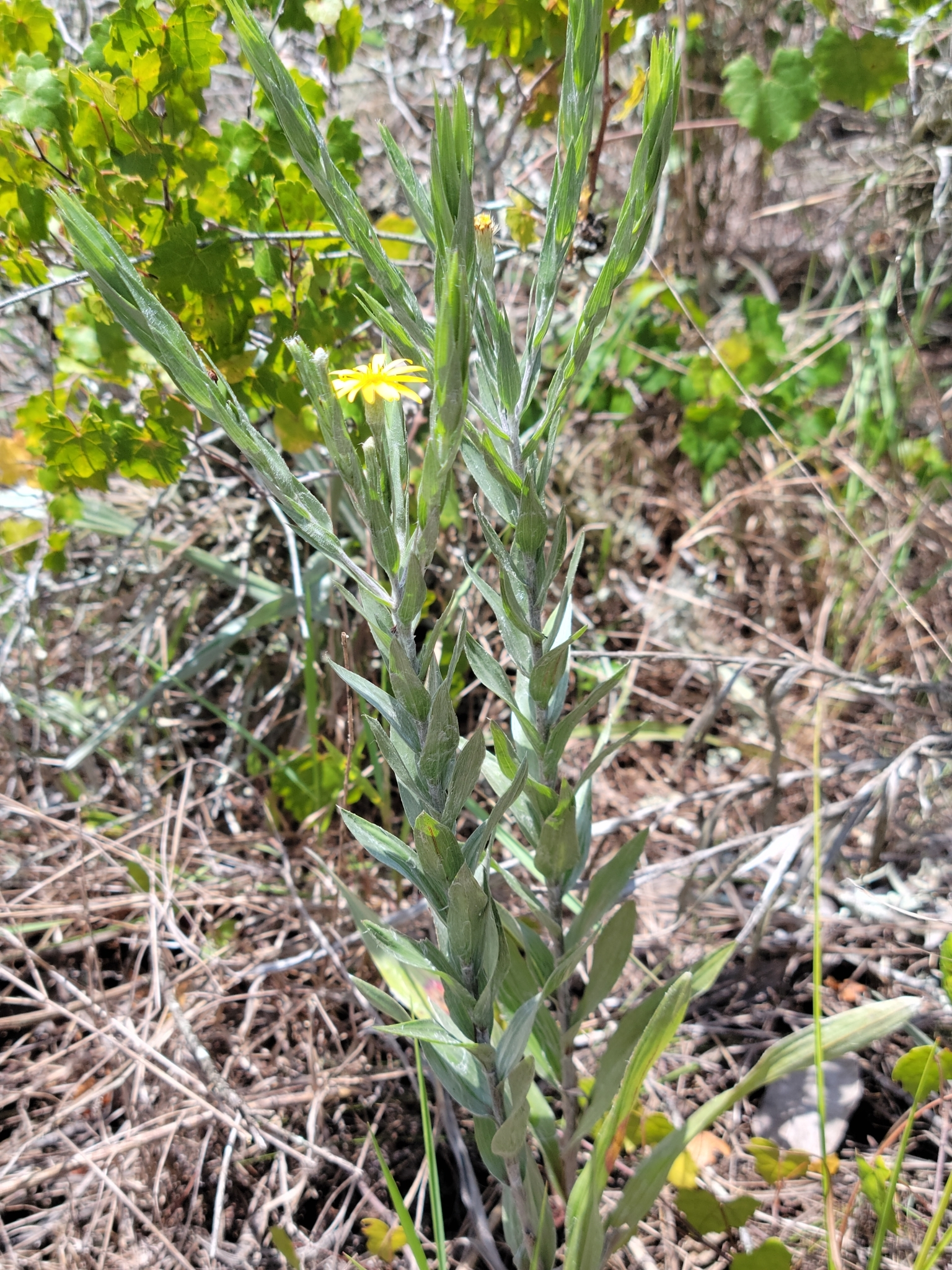
Il portamento
Pityopsis aequilifolia

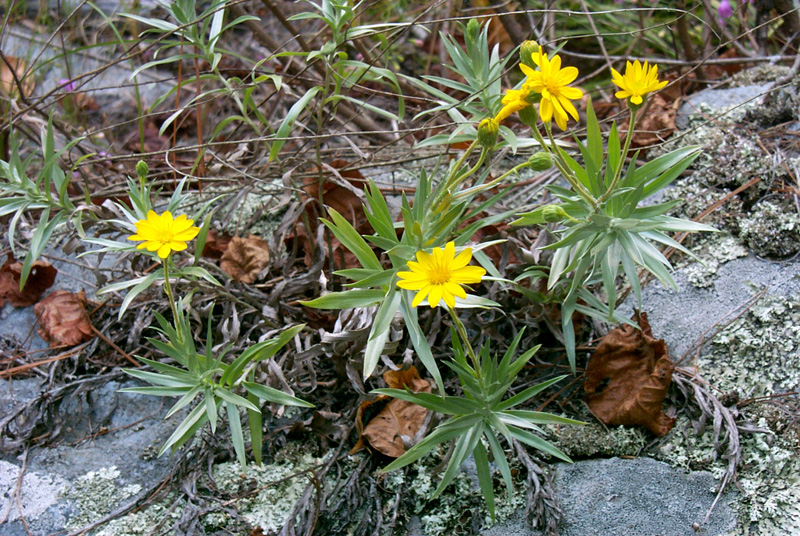
Le foglie
Pityopsis ruthii

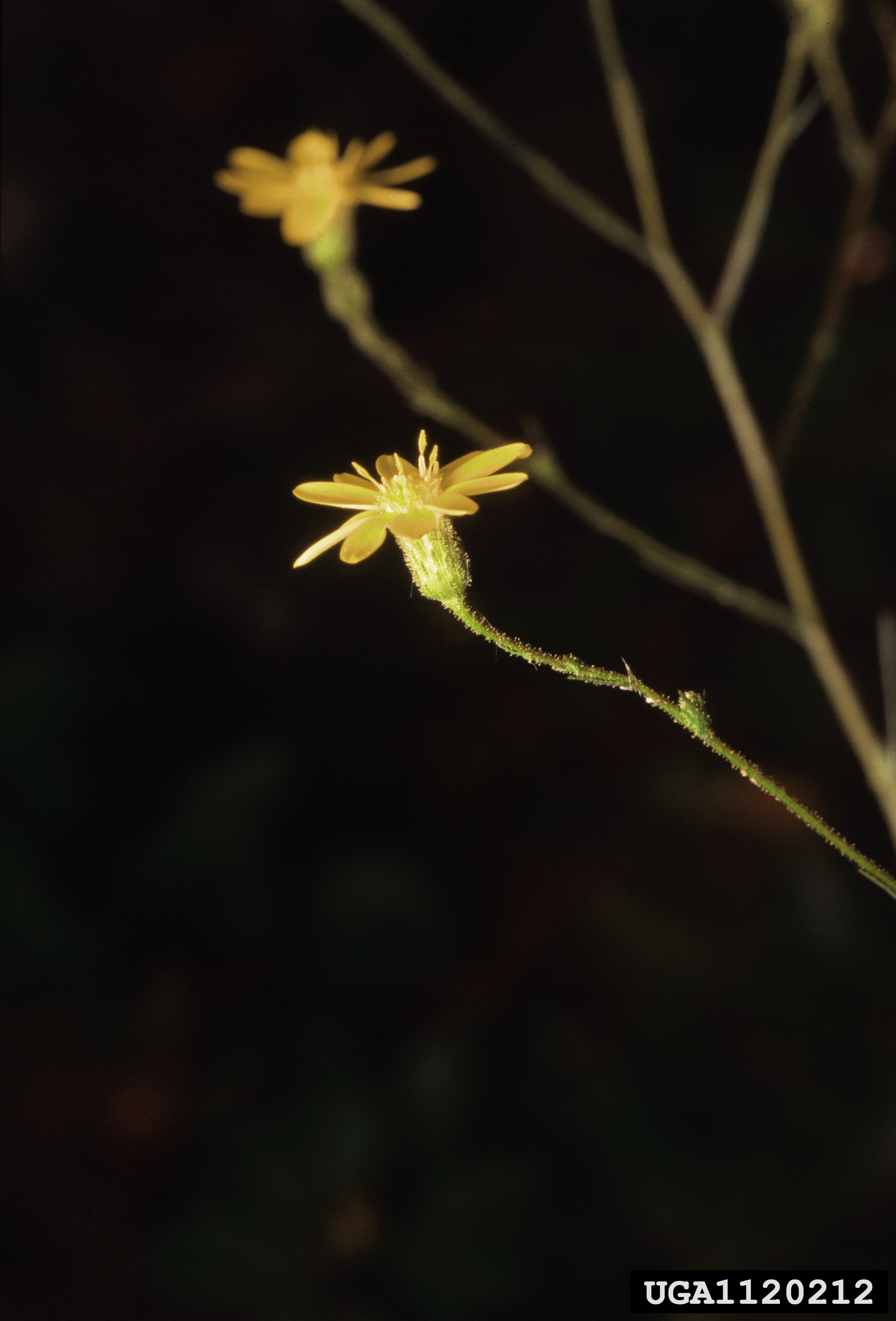
Infiorescenza
Pityopsis graminifolia

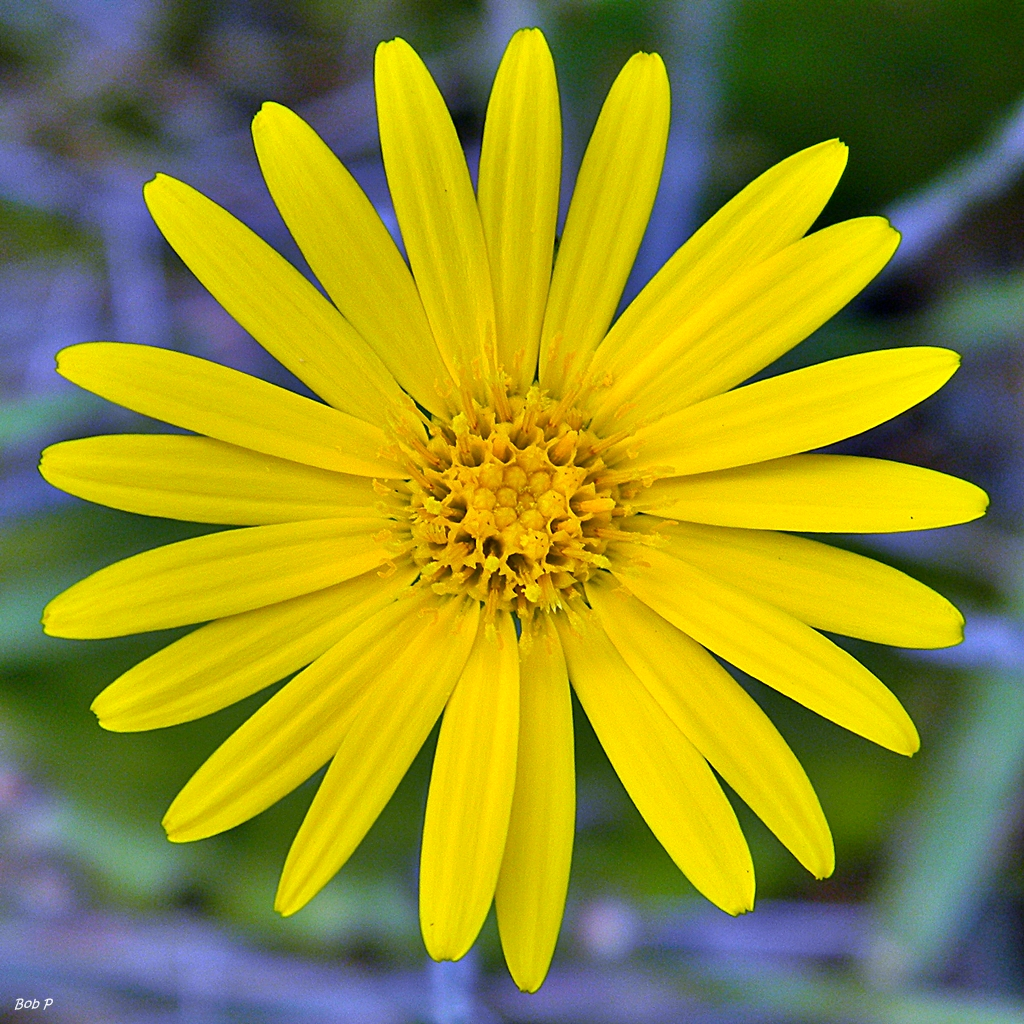
I fiori
Pityopsis graminifolia

Portamento. Le specie di questo genere sono erbacee perenni rizomatose non molto alte. Le superfici sono ricoperte da ghiandole stipitate.
Fusto. La parte aerea è eretta o ascendente, semplice o ramosa. Le radici sono corte e fibrose. Altezza media: 10 - 80 cm.
Foglie. Le foglie si dividono in basali e caulinari. La disposizione delle foglie lungo il caule è alterna, e sono sessili. Le lamine, con 3 - 11 nervature parallele, sono intere (o falcate) con forme da lanceolate o oblanceolate a lineati (quelle cauline). I bordi sono interi. La superficie è glabra o densamente peloso-sericea.
Infiorescenza.  Le sinflorescenze sono sia scapose (capolini solitari - più raramente) che composte da diversi capolini raccolti in formazioni corimbose. I capolini sono formati da lunghi peduncoli con all'apice un involucro, con forme cilindrico-turbinate, composto da 30 - 50 brattee, al cui interno un ricettacolo fa da base ai fiori di due tipi: fiori del raggio e fiori del disco. Le brattee, con forme lanceolate, con lamine da piatte a convesse, disuguali e a consistenza erbacea, sono disposte in modo più o meno embricato e scalato su 4 - 8 serie. Il ricettacolo, liscio, in genere è nudo ossia senza pagliette a protezione della base dei fiori; la forma è lievemente convessa. Dimensione degli involucri: 4,5 – 13 × 5,5 – 14 mm.
Fiori.  I fiori sono tetra-ciclici (formati cioè da 4 verticilli: calice – corolla – androceo – gineceo) e pentameri (calice e corolla formati da 5 elementi). Si distinguono in:
- fiori del raggio (esterni): da 8 a 35 per capolino, sono femminili e sono disposti su una sola serie; la forma è ligulata (zigomorfa);
- fiori del disco (centrali): sono più numerosi (da 15 a 60) con forme brevemente tubulose (attinomorfe); sono ermafroditi.

- Formula fiorale:

*/x K {\displaystyle \infty }, [C (5), A (5)], G 2 (infero), achenio
- Calice: i sepali del calice sono ridotti ad una coroncina di squame.

- Corolla: 
  - fiori del raggio: la forma della corolla alla base è più o meno tubulosa-imbutiforme, mentre all'apice è ligulata; la ligula è ampia e contorta e può terminare con alcuni denti; il colore è giallo;
  - fiori del disco: la forma è tubulare strettamente imbutiforme bruscamente divaricata in 5 lobi; i lobi, eretti, hanno una forma deltata; il colore è giallo.

- Androceo: l'androceo è formato da 5 stami sorretti da filamenti generalmente liberi; gli stami sono connati e formano un manicotto circondante lo stilo; le teche (produttrici del polline) alla base sono troncate e sono lievemente auricolate (molto raramente sono speronate o hanno una coda); le appendici apicali delle antere hanno delle forme piatte e lanceolate; il tessuto endoteciale (rivestimento interno dell'antera) è quasi sempre polarizzato (con due superfici distinte: una verso l'esterno e una verso l'interno). Il polline è sferico con un diametro medio di circa 25 micron;  è tricolporato (con tre aperture sia di tipo a fessura che tipo isodiametrica o poro) ed è echinato (con punte sporgenti).[10][12]

- Gineceo: l'ovario è infero uniloculare formato da 2 carpelli.[6] Lo stilo (il recettore del polline) è profondamente bifido (con due stigmi divergenti) e con le linee stigmatiche marginali separate.[13] I due bracci dello stilo hanno una forma deltoide e possono essere papillosi o ricoperti da ciuffi di peli.

Frutti. I frutti sono degli acheni con pappo; in alcune specie è presente un certo dimorfismo (gli acheni dei fiori del raggio differiscono dagli acheni dei fiori del disco);
- achenio: gli acheni sono fusiformi, a volte leggermente compressi, con superficie strigosa; sono presenti 8 - 10 coste longitudinali;
- pappo: il pappo è persistente ed è formato da diverse setole barbate e da scaglie esterne per un totale di 2 - 4 serie.

## Biologia
Impollinazione: l'impollinazione avviene tramite insetti (impollinazione entomogama tramite farfalle diurne e notturne).

Riproduzione: la fecondazione avviene fondamentalmente tramite l'impollinazione dei fiori (vedi sopra).

Dispersione: i semi (gli acheni) cadendo a terra sono successivamente dispersi soprattutto da insetti tipo formiche (disseminazione mirmecoria). In questo tipo di piante avviene anche un altro tipo di dispersione: zoocoria. Infatti gli uncini delle brattee dell'involucro (se presenti) si agganciano ai peli degli animali di passaggio disperdendo così anche su lunghe distanze i semi della pianta. Inoltre per merito del pappo il vento può trasportare i semi anche a distanza di alcuni chilometri (disseminazione anemocora).

## Distribuzione e habitat
Le specie di questo genere sono distribuite negli Stati Uniti d'America (sud-orientali), Messico e America Centrale.

## Sistematica
La famiglia di appartenenza di questa voce (Asteraceae o Compositae, nomen conservandum) probabilmente originaria del Sud America, è la più numerosa del mondo vegetale, comprende oltre 23 000 specie distribuite su 1 535 generi, oppure 22 750 specie e 1 530 generi secondo altre fonti (una delle checklist più aggiornata elenca fino a 1 679 generi). La famiglia attualmente (2021) è divisa in 16 sottofamiglie; la sottofamiglia Asteroideae è una di queste e rappresenta l'evoluzione più recente di tutta la famiglia.

### Filogenesi
La tribù Astereae (una delle 21 tribù della sottofamiglia Asteroideae) comprende circa 40 sottotribù. In base alle ultime ricerche nella tribù sono stati individuati (provvisoriamente) 5 principali lignaggi:
- Basal grade: include alcuni generi isolati, il gruppo "South American-Oceania",  alcune sottotribù africane e il gruppo dei generi legnosi del Madagascar.
- Bellis lineage: comprende le sottotribù eurasiatiche e una sottotribù africana.
- Aster lineage: include i generi asiatici di Asterinae e i principali gruppi dell'Australia e dell'Oceania.
- Baccharis lineage: include alcuni gruppi sudamericani.
- North American lineage: include la vasta gamma di sottotribù del Nordamerica, Messico e alcuni gruppi distribuiti nel Sudamerica.

Il genere  Pityopsis (insieme alla sottotribù Chrysopsidinae) è incluso nel lignaggio "North American lineage".
I caratteri distintivi del genere sono:
- le radici sono dei rizomi perenni;
- le foglie sono prive di lacune;
- il pappo è formato da due (o più) serie di setole interne e una esterna di corte setole.

Il numero cromosomico delle specie di questo genere è: 2n = 18.

### Elenco delle specie
Questo genere ha 12 specie:
- Pityopsis aequilifolia (F.D.Bowers & Semple) E.L.Bridges & Orzell
- Pityopsis aspera  (A.Gray) Small
- Pityopsis falcata  Nutt.
- Pityopsis flexuosa  Small
- Pityopsis graminifolia  (Michx.) Nutt.
- Pityopsis latifolia  (Fernald) E.L.Bridges & Orzell
- Pityopsis microcephala  Small
- Pityopsis oligantha  (Chapm. ex Torr. & A.Gray) Small
- Pityopsis pinifolia  (Elliott) Nutt.
- Pityopsis ruthii  Small
- Pityopsis tenuifolia  (Torr.) G.L.Nesom
- Pityopsis tracyi  (Small) Small

### Sinonimi
Sono elencati alcuni sinonimi per questa entità:
- Hectorea DC.
- Heyfeldera  Sch.Bip.